# گوتا (فلوریدا)
گوتا (به انگلیسی: Gotha) یک منطقهٔ مسکونی در ایالات متحده آمریکا است که در شهرستان اورنج، فلوریدا واقع شده‌است. گوتا ۵٫۱ کیلومتر مربع مساحت و ۱٬۹۱۵ نفر جمعیت دارد و ۳۷ متر بالاتر از سطح دریا واقع شده‌است.